# Susan Saint James
Susan Jane Miller, conocida artísticamente como Susan Saint James (Los Ángeles, California, 14 de agosto de 1946), es una actriz y activista estadounidense, conocida especialmente por sus trabajos en televisión entre las décadas de los 60 y 80.

## Biografía
Creció en la ciudad de Rockford, Illinois donde comenzó a trabajar como modelo siendo aún una adolescente. A la edad de 20, se trasladó a California donde comenzó su carrera artística. Entre sus primeras apariciones en televisión figuran dos episodios de la primera temporada de la popular serie Ironside, en 1967.
Más tarde intervino en la serie The Name of the Game, que le valió un Premio Emmy en 1969. Pero el personaje que más popularidad le proporcionó fue el de Sally McMillan en la serie McMillan y esposa, que interpretó de 1971 a 1976, junto a la estrella de Hollywood Rock Hudson. Gracias al personaje recibió cuatro nominaciones para el Premio Emmy.
Abandonó la serie para emprender su carrera cinematográfica, destacando la película Amor al primer mordisco (1979), junto a George Hamilton.
Tras algunos fracasos cinematográficos, regresó a televisión con la popular serie Kate y Allie junto a Jane Curtin entre 1984 y 1989, en el papel de Kate McArdle, una mujer que debe hacer frente a la educación de su hija con la única ayuda de su amiga Allie. Recibió tres nuevas nominaciones para los Premios Emmy por este papel.
Tras la cancelación de Kate y Allie se retiró del mundo de la interpretación, aunque en ocasiones ha realizado intervenciones estelares en distintas series de televisión.